# Жаба-повитуха
Жаба-повитуха (Alytes) — рід земноводних родини круглоязикові ряду Безхвості. Має 5 видів.

## Опис
Загальна довжина представників цього роду коливається від 3 до 6 см. Голова помірного розміру. Очі великі з вертикальними зіницями. Є добре помітна барабанна перетинка. Тулуб широкий. На передніх лапах є 2—3 вирости, за допомогою яких жаби риють свої нори. Шкіра з горбиками або бородавками містить отруту. Вони видають крики на кшталт звук флейти, свистка або дзвіночка. Забарвлення переважно сірого або коричневого кольору.

## Спосіб життя
Полюбляють сухі, піщані ґрунти. Зустрічаються на висоті до 2000–2400 м над рівнем моря. Активні вночі. Вдень ховаються під камінням, колодами. Вправно риють нори, в яких перебувають у сплячці взимку. Живляться безхребетними.
Це яйцекладні амфібії. Самиця відкладає декілька своєрідних шнурів з ікринок. В кожному шнурі 50—60 яєць.

## Розповсюдження
Мешкають у Марокко, на Піренейському півострові, у Франції, Бельгії, Великій Британії, Нідерландах, Люксембурзі, Німеччині, Швейцарії.

## Види
- Alytes cisternasii
- Alytes dickhilleni
- Alytes maurus
- Alytes muletensis
- Alytes obstetricans